# Macaire III d'Antioche
Macaire III fut patriarche orthodoxe d'Antioche du 12 novembre 1647 à sa mort le 12 juin 1672.

## Origine et carrière
Né à Alep d'une famille sacerdotale, il s'appelait à l'origine Yûsif, fils du prêtre Bûluṣ (Paul), fils du prêtre 'Abd al-Masîḥ, dit al-Brûṭus (« le Prôtos »), de la famille Bayt al-Za'îmî (ou Za'îm). Dès sa jeunesse, il fut disciple d'Abd el-Karim Karma (moine à Jérusalem, puis métropolite d'Alep de 1612 à 1634, puis patriarche d'Antioche sous le nom d'Euthyme II de mai 1634 à janvier 1635) ; celui-ci l'ordonna diacre, puis prêtre, puis le recommanda pour lui succéder comme métropolite d'Alep.
Il fut d'abord marié, eut un fils, Paul (1627- † 30 janvier 1669), qui fut diacre et devint son secrétaire et biographe, et il exerça la profession de tisserand. Après son veuvage précoce, il séjourna un temps au monastère Saint-Saba ; il adopta alors en religion le nom de Yuhanna (Jean). Le 14 septembre 1635, il fut élu métropolite d'Alep, et consacré à Damas le 27 octobre par le patriarche Euthyme III (l'ancien moine de Saint-Saba et peintre d'icônes Mélèce de Chio). Il adopta comme métropolite le nom de Mîlâtiyûs (Mélèce).
En juillet 1638, le sultan Mourad IV, en route pour Bagdad dont il allait s'emparer en décembre, séjourna à Alep pendant seize jours. En 1642, le métropolite Mélèce (avec son fils Paul) fit un pèlerinage à Jérusalem, y rencontra Maxime Machutasdzé, catholicos d'Abkhazie, et fit le voyage de retour avec lui. Ce fut l'occasion de renouer des contacts perdus. Euthyme III nomma Mélèce exarque des régions d'Amid et d'Antioche. Pendant sa dernière maladie, il le recommanda pour être son successeur. Les émissaires du patriarcat eurent du mal à le joindre, car du fait des abus du gouverneur ottoman Qara Hassan Pacha, il avait dû fuir Alep et se réfugier à Killiz, à cinquante kilomètres au nord-ouest. Euthyme III mourut le 11 octobre 1647, et Mélèce fut consacré patriarche, sous le nom de Makâriyûs (Macaire), le 12 novembre, par les métropolites Mélèce de Hama, Philothée de Homs, Joseph de Qara et Grégoire de Hauran. Il choisit son fils Paul comme archidiacre.
Il réunit peu après un synode, et on trouva qu'il y avait une énorme dette de treize mille piastres. Comme les intérêts ne cessaient d'augmenter, il fut décidé que le patriarche devait aller chercher de l'aide dans les États chrétiens. Basile le Loup, voïvode de Moldavie, lui adressa un message où il l'invitait à venir à sa cour et lui promettait une aide financière. Il en avait déjà accordé une aux trois autres patriarcats orthodoxes d'Orient. Le patriarche Macaire prit donc des dispositions pour se faire remplacer et partit pour l'Europe accompagné de toute une suite, dont son fils Paul qui tint le journal de ce voyage.

## Le1ervoyageen Europe orientale (1652-1659)
Ils quittèrent Damas le jeudi 9 juillet 1652, puis Antioche le 5 août, passèrent à Bor le 1er septembre, et après avoir traversé l'Asie Mineure arrivèrent à Constantinople le 20 octobre. Le 3 janvier 1653, ils prirent le bateau pour Constanța, où ils arrivèrent le 9. Le 25 janvier, ils étaient à Iaşi, capitale de la principauté de Moldavie, où le patriarche logea au couvent Saint-Saba et fut reçu par le voïvode Basile le Loup le 31 janvier et le 8 février. 
Ils restèrent en Moldavie jusqu'en septembre. Après la chute de Basile le Loup, le patriarche demanda et obtint de son successeur Gheorghe Ştefan la permission de partir pour la Russie. Mais les troubles qui agitaient alors le sud de ce pays l'obligèrent à différer son projet, et le 22 novembre il passait en Valachie. Il arriva le 29 novembre à Târgoviște, capitale de cette principauté, où il fut très bien reçu par le voïvode Matthieu Basarab et Ignace, le métropolite d'Ungro-Valachie.
Ils repartirent pour la Moldavie le 27 mai 1654. Le 6 juin, ils quittaient Iași, et le 10 juin franchissaient le Dniestr, frontière avec le pays des Cosaques. De Raşcov à Kiev, ils furent escortés par les soldats de l'hetman Bohdan Khmelnytsky, qu'ils rencontrèrent avant d'arriver à destination, car il préparait une campagne contre la Pologne. Le 27 juin, ils visitèrent la laure des Grottes, et le 30 furent reçus dans la cathédrale Sainte-Sophie par le haut clergé ukrainien.
Ayant quitté Kiev le 4 juillet, ils atteignirent Korop, ville frontière avec la Moscovie, le 19 juillet. Le 20, ils se rendirent à Poutyvl à l'invitation du gouverneur. Le 2 août, ils étaient à Kalouga, et de là, le 11, ils prirent le bateau pour descendre l'Oka. Le 17, ils arrivaient à Kolomna où ils firent un séjour prolongé.
L'arrivée à Moscou eut lieu le 26 janvier 1655. Macaire fut reçu par le tsar Alexis, et tous les membres de la famille impériale lui firent des cadeaux. Le patriarche Nicon, qui était en conflit avec le tsar, rentra à Moscou le 3 février, et Macaire lui fit une visite peu après. Le patriarche serbe Gabriel de Peć se trouvait aussi à Moscou pour la même raison que Macaire (collecter des fonds pour son Église). Le séjour à Moscou dura jusqu'au 4 août, date à laquelle les deux patriarches Macaire et Gabriel partirent pour Novgorod où ils furent magnifiquement reçus. On était de retour à Moscou le 20 septembre.
Le patriarche et sa suite quittèrent Moscou une première fois le 23 mars 1656, mais à Bolkhov, le 8 avril, il fut rejoint par un messager du tsar qui le rappelait dans la capitale : c'était à propos de ses rapports difficiles avec Nicon. Macaire retourna donc, et ne quitta définitivement la capitale russe que le 29 mai. Le 28 juin, il était à Kiev, où il rencontra le métropolite Sylvestre Kossov, qu'il n'avait pas vu lors de son premier séjour. Il quitta la ville le 7 juillet, était à Rașcov le 15 août et arrivait à Iaşi le 23 août. Il y resta jusqu'au 8 octobre. Le 24 octobre, il était de nouveau à Târgoviște. Il demeura ensuite pendant deux ans (jusqu'en octobre 1658) en Valachie où se déroulaient des événements dramatiques auxquels il fut mêlé (remplacement de Constantin Şerban Basarab par Mihnea III, incendie de la ville de Târgovişte). Il dut se réfugier un temps à Câmpulung, puis fit un long séjour à Bucarest.
Le 17 septembre 1658, il arriva à Galați, d'où il partit en bateau le 13 octobre, gagna Izmaïl, puis la mer Noire, et via Constanța, Varna, etc., atteignit Sinope le 16 novembre. Il repartit de cette ville le 31 janvier 1659, et traversant l'Asie Mineure, était de retour à Alep le 21 avril 1659, et à Damas le 1er juillet.
Le récit qu'a laissé de ce voyage l'archidiacre Paul, fils du patriarche, est d'une grande valeur historique : rencontres avec de nombreux personnages importants de l'époque, compte-rendu d'événements de l'histoire troublée des Balkans et de la Russie. Le récit qu'il en a laissé est précédé d'une introduction sur l'histoire des patriarches d'Antioche ayant résidé à Damas (depuis le XIVe siècle) et sur les débuts de la carrière ecclésiastique de son père, et la fin du texte évoque les actes du patriarche après son retour jusqu'au 15 juillet 1661. Le manuscrit autographe n'est pas conservé, et la copie ancienne la plus complète du texte se trouve à la BnF : Ms. arabe 6016 (fin du XVIIe siècle).

## Seconde moitié du patriarcat
Juste après son retour, Macaire dut convoquer un synode pour juger le métropolite d'Homs, Athanase ibn Amish, qui s'était livré à des transgressions graves et fut excommunié. 
Ayant toujours été bienveillant envers les catholiques (il avait été soigné d'un maladie et guéri par un jésuite du temps où il était métropolite d'Alep), il se prononça de plus en plus clairement pour eux à partir de 1661 : ayant apprécié le dévouement des missionnaires occidentaux pendant une année de famine, il invita le consul de France François Picquet et les missionnaires à une messe et témoigna dans son prêche qu'il les considérait comme étant « dans le vrai chemin du salut ». Peu après, le consul Picquet devant regagner la France en passant par Rome (octobre 1661), il lui confia une lettre pour le pape Alexandre VII dans laquelle il le reconnaissait comme le chef de l'Église orthodoxe. Quand le catholique André Akhijan se fit élire patriarche par le synode jacobite (le 19 avril 1662, avec l'appui du pacha ottoman), il participa aux cérémonies de son investiture en compagnie du catholicos arménien de Cilicie, Khatchatour, qui séjournait aussi à Alep. Quelques jours plus tard, lors d'un banquet offert par le successeur de François Picquet, François Baron, Macaire leva son verre « à la santé de Notre Saint-Père le Pape ». En septembre 1662, le Père Jérôme, supérieur des carmes d'Alep, partit pour Rome, et le patriarche lui confia de nouvelles lettres pour le pape et pour Louis XIV, charge à la diplomatie vaticane de remettre au roi celles qui lui étaient destinées. En février 1663, le consul Baron retournant en France, les trois patriarches d'Alep (le melkite Macaire, le syriaque André Akhijan et l'Arménien Khatchatour) lui confièrent de nouvelles lettres pour le roi. Cependant, des trois, seul Akhidjan était clairement et ouvertement catholique, car les deux autres exigeaient de la discrétion sur leurs relations avec Rome. La position de Macaire était même en fait très ambiguë : quand le Père Jérôme revint de Rome avec un formulaire de profession de foi catholique à faire traduire et signer par les trois patriarches, il s'y prêta volontiers et envoya deux évêques à Rome porter son texte signé ; en même temps, le 13 mars 1663, il contresignait la profession de foi de Pierre Movilă, considérée comme un texte anti-catholique.
En 1666, il fut rappelé à Moscou où le tsar Alexis avait décidé de convoquer un concile panorthodoxe (« Grand Synode de Moscou », novembre-décembre 1666) : le patriarche Nicon, totalement brouillé avec le souverain, s'était retiré depuis le 19 juillet 1658 en dehors de la capitale, dans le monastère de la Nouvelle Jérusalem qu'il avait fondé, et le métropolite Pitirim gérait depuis huit ans les affaires courantes du patriarcat ; d'autre part, une opposition traditionaliste aux réformes liturgiques imposées par Nicon, le Raskol, s'était cristallisé autour de l'archiprêtre Avvakoum. Participèrent à ce synode : le patriarche d'Alexandrie Païsios, qui le présida, le patriarche d'Antioche Macaire, et les métropolites Athanase d'Iconium, qui représentait le patriarche de Constantinople, et Ananias du Sinaï, qui représentait le patriarche de Jérusalem. Autre personnalité qui joua un rôle important dans cette assemblée : le Grec Païsios Ligaridès, qui portait le titre de métropolite de Gaza et qui, à Moscou depuis 1661, avait gagné la confiance du tsar Alexis. Le synode prononça à la fois la condamnation, la déposition et la réduction à l'état laïc de Nicon (12 décembre), pour des actes de sa gestion considérés comme abusifs et non-canoniques, et l'approbation de ses réformes liturgiques, les raskolniki étant frappés d'anathème, privés de leurs dignités ecclésiastiques et condamnés à l'enfermement dans des monastères lointains.
Au retour, Macaire passa par la Géorgie et y séjourna : il a laissé plusieurs opuscules sur ce pays. Il s'y trouvait en 1669 et c'est là que, le 30 janvier de cette année, mourut à quarante-deux ans son fils Paul, qui l'avait accompagné pour son second voyage en Europe orientale comme pour le premier. Cependant, on n'a pas conservé de journal de ce second voyage comme du premier. Macaire mourut à Damas peu après son retour. Il ne participa pas au synode réuni à Jérusalem en mars 1672 par son collègue le patriarche Dosithée.

## Œuvre littéraire
Le manuscrit Vaticanus Arabicus 689 contient, du patriarche Macaire, un ensemble de textes intitulé en latin Symmicta ex sacris libris et chronicis ab eo excerpta, cum idem eleemosynas a fidelibus quæsiturus ab urbe Alepo in Colchidem (Georgiam) profectus est ut patriarcalem sedem ære alieno levaret : il s'agit en majorité de textes recueillis et traduits en arabe pendant ses séjours à Constantinople, en Moldavie et en Géorgie, mais aussi d'une douzaine de textes originaux. Le Vaticanus Arabicus 622 contient, du même Macaire, une compilation historique sur le patriarcat d'Antioche.

## Éditions
- Francis Cunningham Belfour (trad.), The Travels of Macarius patriarch of Antioch (traduction anglaise), Londres, 2 vol., 1829 et 1836.
- Basile Radu (éd., trad.), Riḥlat al-Baṭrak al-Antâkî Makâriyûs al-Ḥalabî / Voyage du patriarche Macaire d'Antioche (texte arabe et traduction française), Patrologia Orientalis, t. XXII, fasc. 1 (PO 107), 1930 ; t. XXIV, fasc. 4 (PO 119), 1933 ; t. XXVI, fasc. 5 (PO 129), 1949.